# Anaxandridas I.
Anaxandridas I. nebo Anaxandridás I. (starořecky Ἀναξανδρίδας) byl král Sparty (možná mytický) zhruba od roku 675 před Kr. do roku 665 před Kr.. Vládl v linii královského rodu Eurypontovců.
Anaxandridas I. není historicky doloženým králem. Jako devátý král Sparty rodu Eurypontovců figuruje v záznamu historika Herodota, který ho ve své knize Historie označil jako jednoho z předků Leótychida II. Podle Hérodota byl synem a nástupcem Theopompa a jako nástupce Anaxandrida I. v tomto textu označil jeho syna Archidama. Informace o dějinných událostech týkajících se tohoto panovníka nám Herodotos nepodává. Co se týká jiných antických autorů ti se o něm ani nezmiňují.
Totéž platí i v případě historika a geografa Pausania, který je autorem nejrozsáhlejšího historického díla z tohoto období starověké Sparty. (I když podstatnou část jeho historického textu tvoří legendy a mýty) Pausanias ve svém díle Popis Řecka neoznačil za Theopompovho nástupce Anaxandrida, ale podle něj se nástupcem Theopompa stal jeho vnuk Zeuxidamos.
Historici novověku (A. Jones, J. Lazemby, W. Forrest a jiní) se ve svých seznamech králů Sparty přiklánějí k verzi od Herodota a jeho vládu kladou do doby začátku sedmého století před Kr.